# Hotelangriff in Mogadischu 2022
Am Abend des 19. August 2022 griffen Bewaffnete der Al-Shabaab das Hotel Hayat in Mogadischu in Somalia an. Zunächst explodierten zwei Autobomben. Bewaffnete Männer stürmten dann das Hotel, erschossen Menschen und nahmen Geiseln. Mindestens 21 Menschen wurden getötet und 117 weitere verletzt, von denen sich 15 in kritischem Zustand befinden. Die dreißigstündige Belagerung wurde durch die somalischen Streitkräfte aufgelöst. Alle Angreifer starben.
Das Hotelgebäude wurde während des Schusswechsels zwischen den somalischen Streitkräften und den Militanten schwer beschädigt, was zum Einsturz von Teilen des Gebäudes führte. Dies ist der größte Angriff in Mogadischu seit der Wahl des neuen somalischen Präsidenten Hassan Sheikh Mohamud. Das Hotel war ein beliebter Treffpunkt für Regierungsbeamte und hatte Dutzende von Menschen im Inneren, als die bewaffneten Männer es stürmten.